# Fabio Calvetti
Pour les articles homonymes, voir Calvetti.
Fabio Calvetti (né en 1956 à Certaldo, dans la province de Florence) est un peintre italien contemporain.

## Biographie
Fabio Calvetti a accompli ses études au lycée artistique, puis à l'Académie des beaux-arts de Florence, où il a étudié la peinture. 
Son activité à l'étranger est particulièrement intense, comprenant des expositions aux États-Unis, en Allemagne, en Espagne, en Belgique et surtout au Japon et en France. 
En 1995 il a dirigé un stage de peinture à l'École supérieure d'art de la Réunion. Il a participé à de nombreuses manifestations artistiques et expositions internationales.

## Expositions
- Florence, Italie, Galleria Tornabuoni
- Tokyo, Japon, Hoku Topia Gallery
- Yokohama, Japon, Art Box Gallery
- Toulouse, France, Norina Nori Gallery
- Le Port, Réunion, France, Galerie des Orchidées 1995

- Mannheim, Allemagne, Volksbank Gallery
- Genève, Suisse, Europ'Art
- Carcassonne, France, Galerie Or
- Certaldo, Italie, Pretorio Palace
- Montpellier, France, Galerie Saint-Ravy
- San Gimignano, Italie, Rotini Art Gallery
- Hiroshima, Japon, Hiroshima Dept0 Store Gallery
- Knokke, Belgique, D'Haudrecy Art Gallery
- Nouméa, Nouvelle-Calédonie, France, Galerie Australe
- Luxembourg, Shortgen Gallery
- Gênes, Italie, Guidi Gallery
- Camon, France, Abbaye de Camon
- Kwangju, Corée, City Art Museum
- Naples, Italie, Casina Pompeiana
- Bad Kissingen, Allemagne, Elisabeth Hirnikel Gallery
- Amsterdam, Pays-Bas, Kunstrai Amsterdam
- Melbourne, Australie, ACAF 6
- Milan, Italie, Académie des beaux-arts de Brera
- Brest, France, Crédit Mutuel Bretagne
- Tokyo, Japon, Shinjuku Park Tower Gallery
- Weimar, Allemagne, Hebecker Gallery
- Milan, Italie, Artesanterasmo Gallery
- Tokyo, Japon, Shiraishi Gallery
- New York, États-Unis, Scuola Italiana di New York
- Rome, Italie, Arte Fiera
- Bruxelles, Belgique, Christine Colmant Art Gallery
- Osaka, Japon, Daimaru Umeda Museum
- Copenhague, Danemark, Art Copenhagen
- Sienne, Italie, Biale & Cerruti Gallery
- Sarasota, USA, Medici Gallery
- Saint-Romain-de-Colbosc, France, invité d'honneur
- Lezignan, France, Maison Gibert
- Reims, France, Champagne Palmer
- Vilnius, Lituanie, Galerija Vartai
- Courtrai, Belgique, Classic X
- Lyon, France, Galerie Saint-Hubert

### Presse écrite
- Univers des arts n° 174 page 70